# Hôtel de Ville (Paris metro)
Hôtel de Ville är en centralt belägen tunnelbanestation i Paris metro och har stationer för linje 1 samt linje 11. Stationen invigdes år 1900 på linje 1 och 1935 invigdes linje 11. Läget är under Hôtel de ville (stadshuset) samt Place de l'Hôtel-de-Ville i stadsdelen Marais.

## Galleri

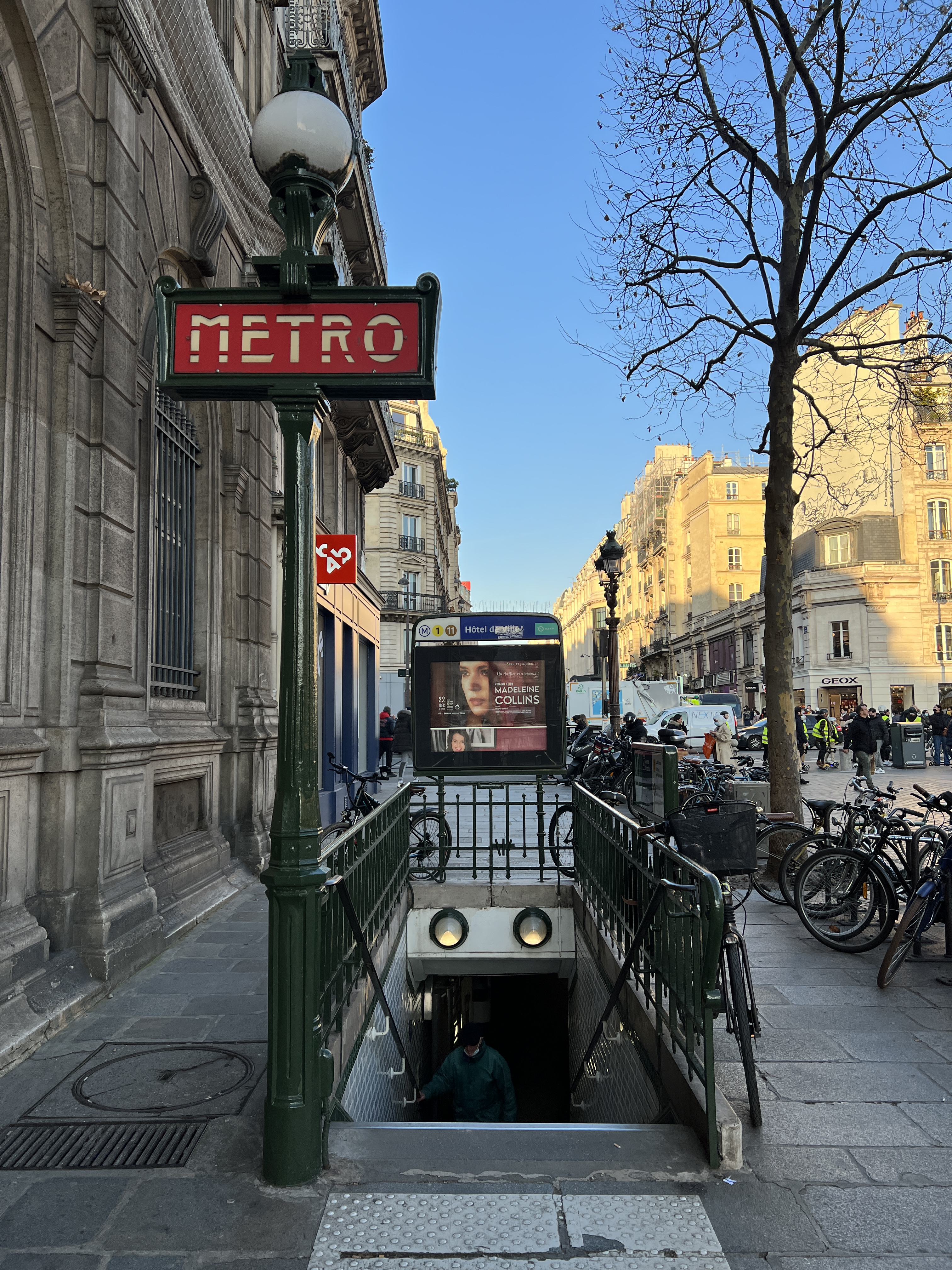
Entré Place de l'Hôtel-de-Ville
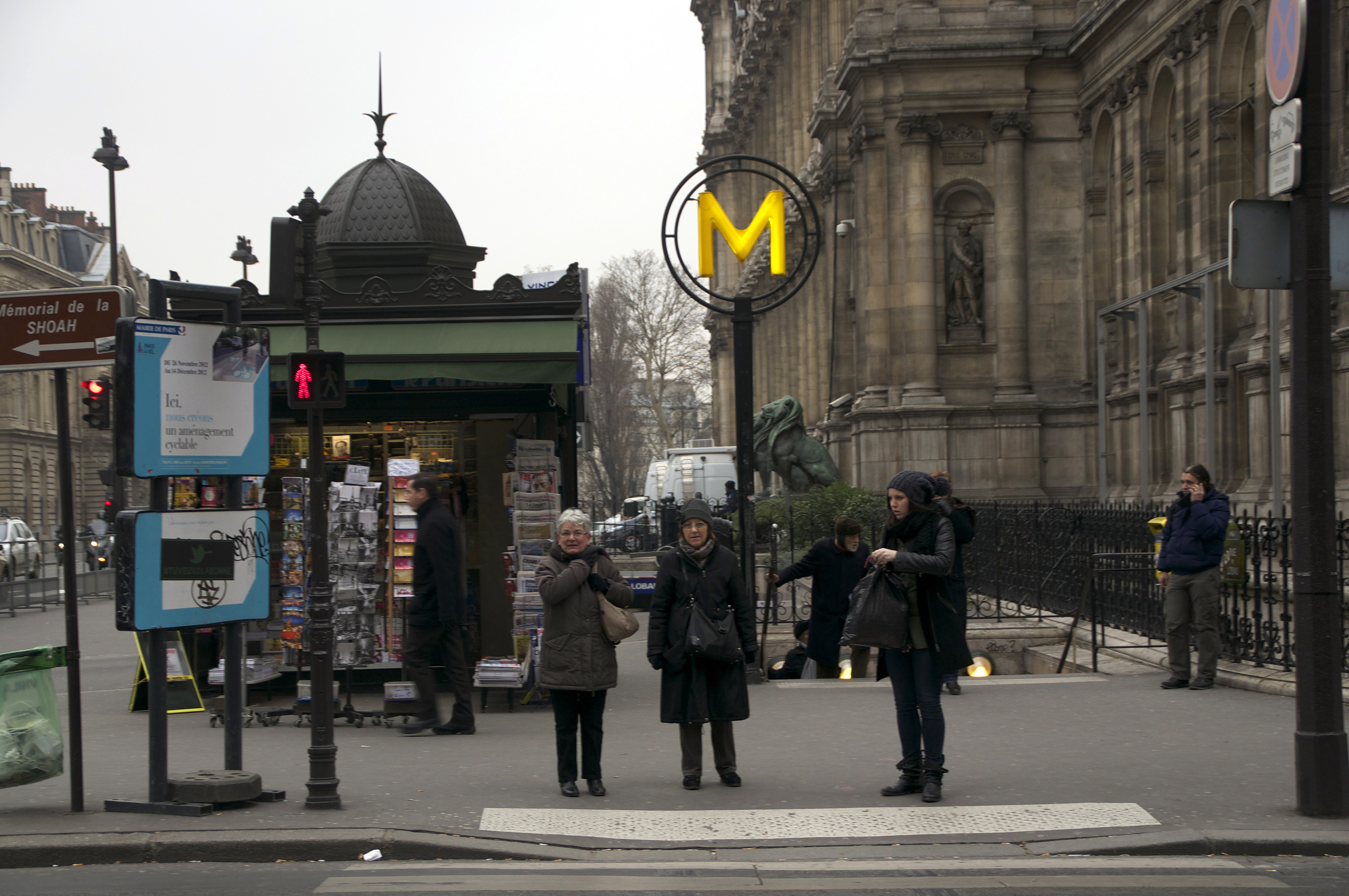
Entré Rue de Lobau
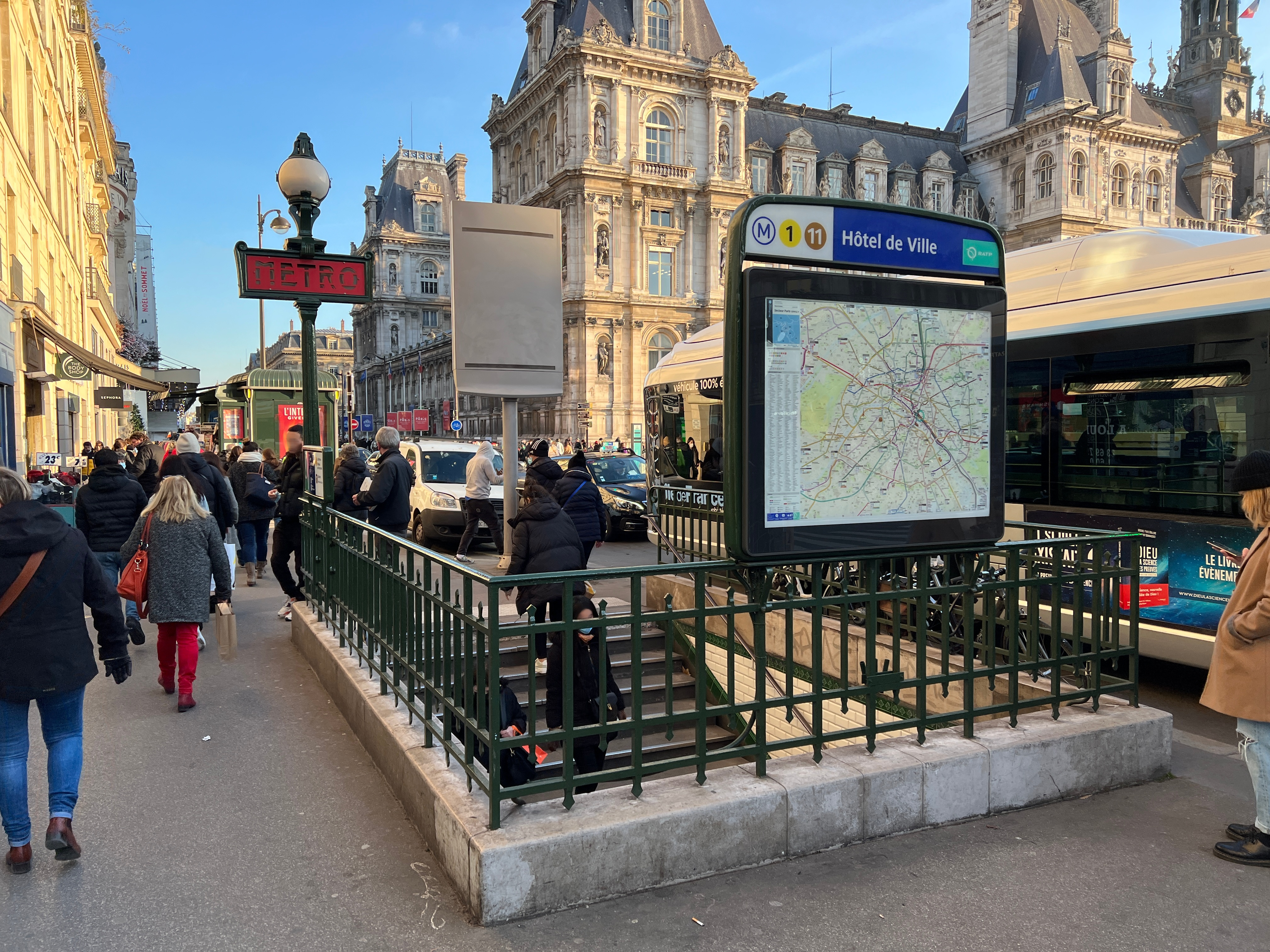
Entré Rue de Rivoli
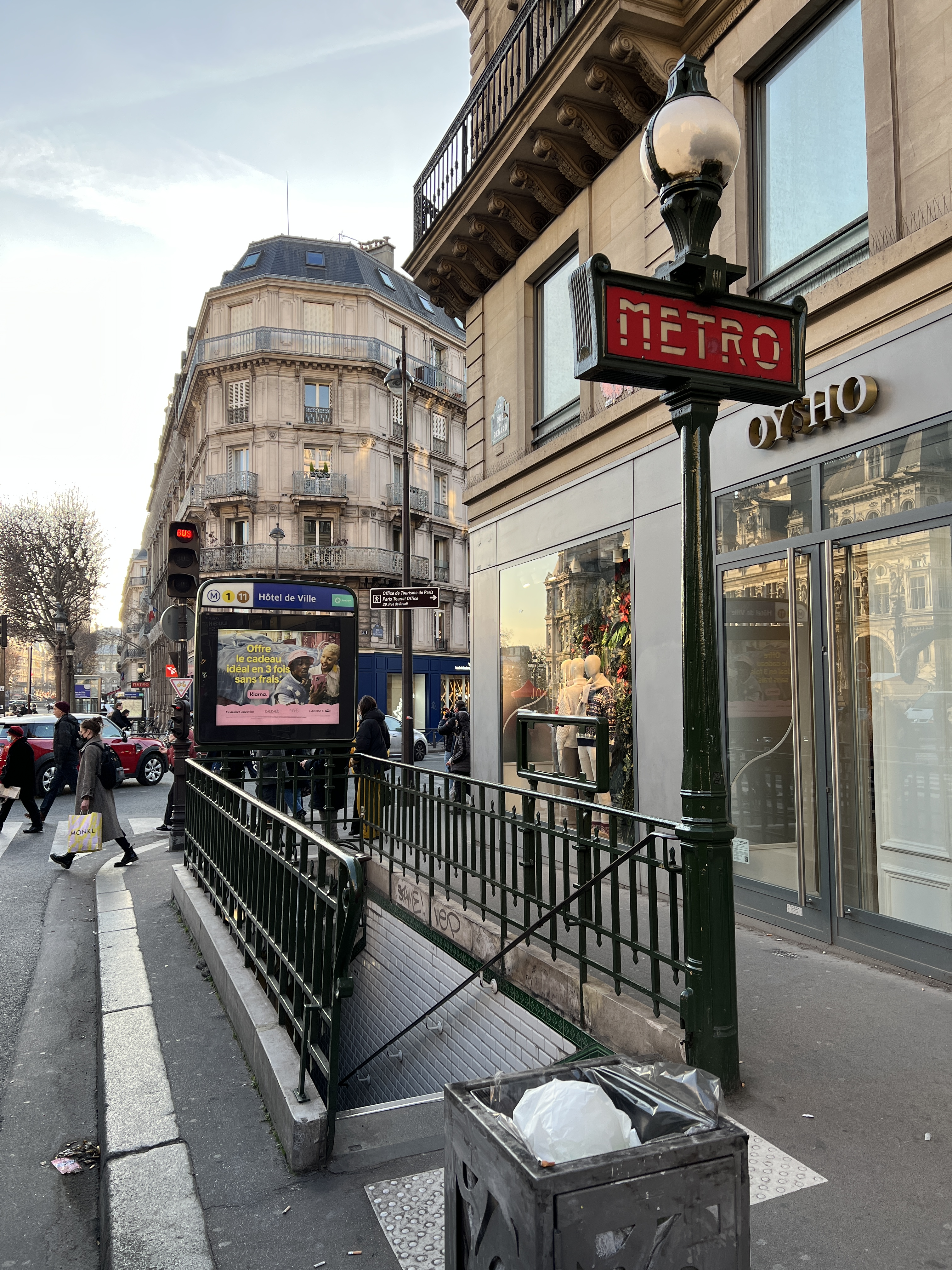
Entré Rue du Renard
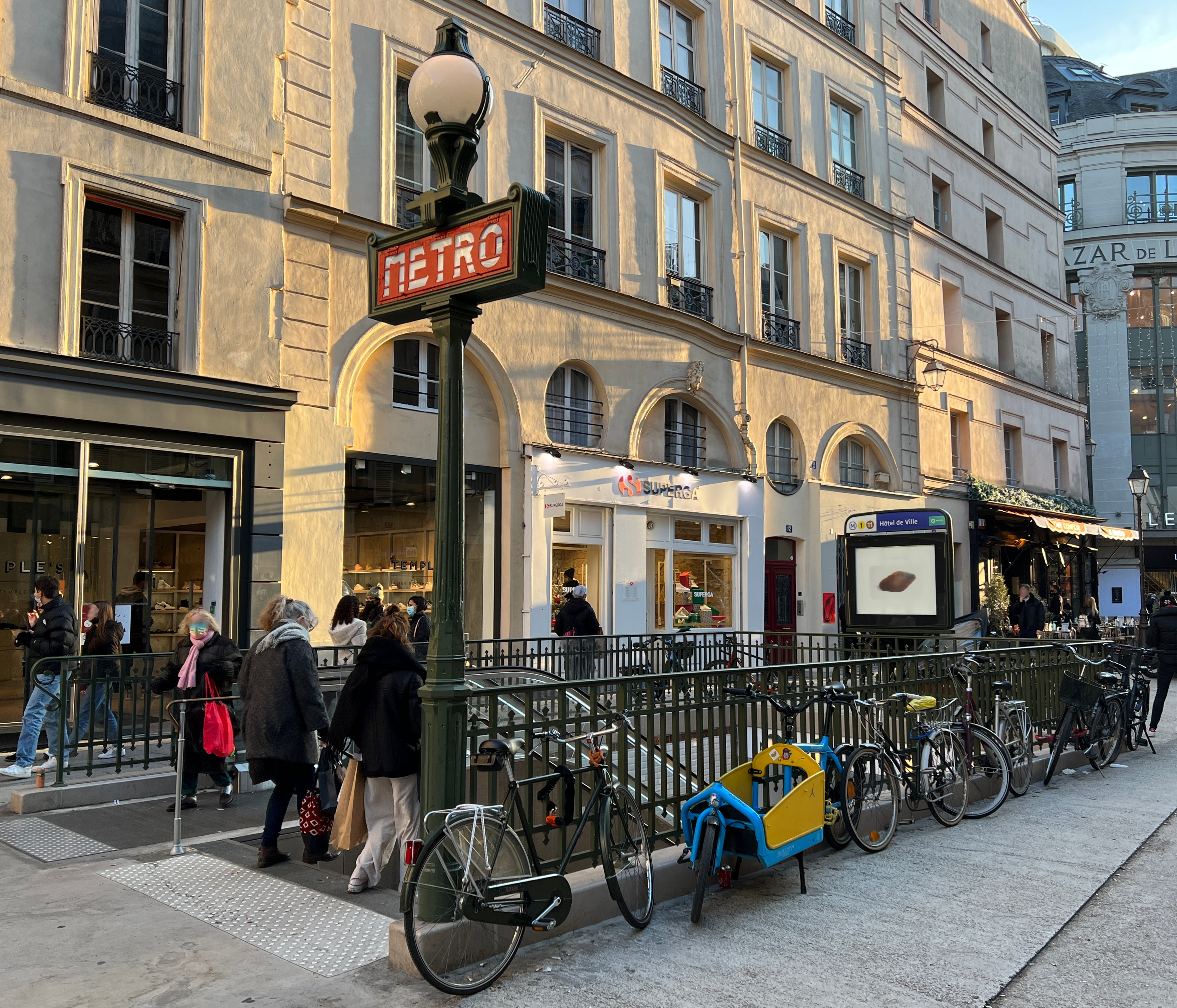
Entré Rue du Temple
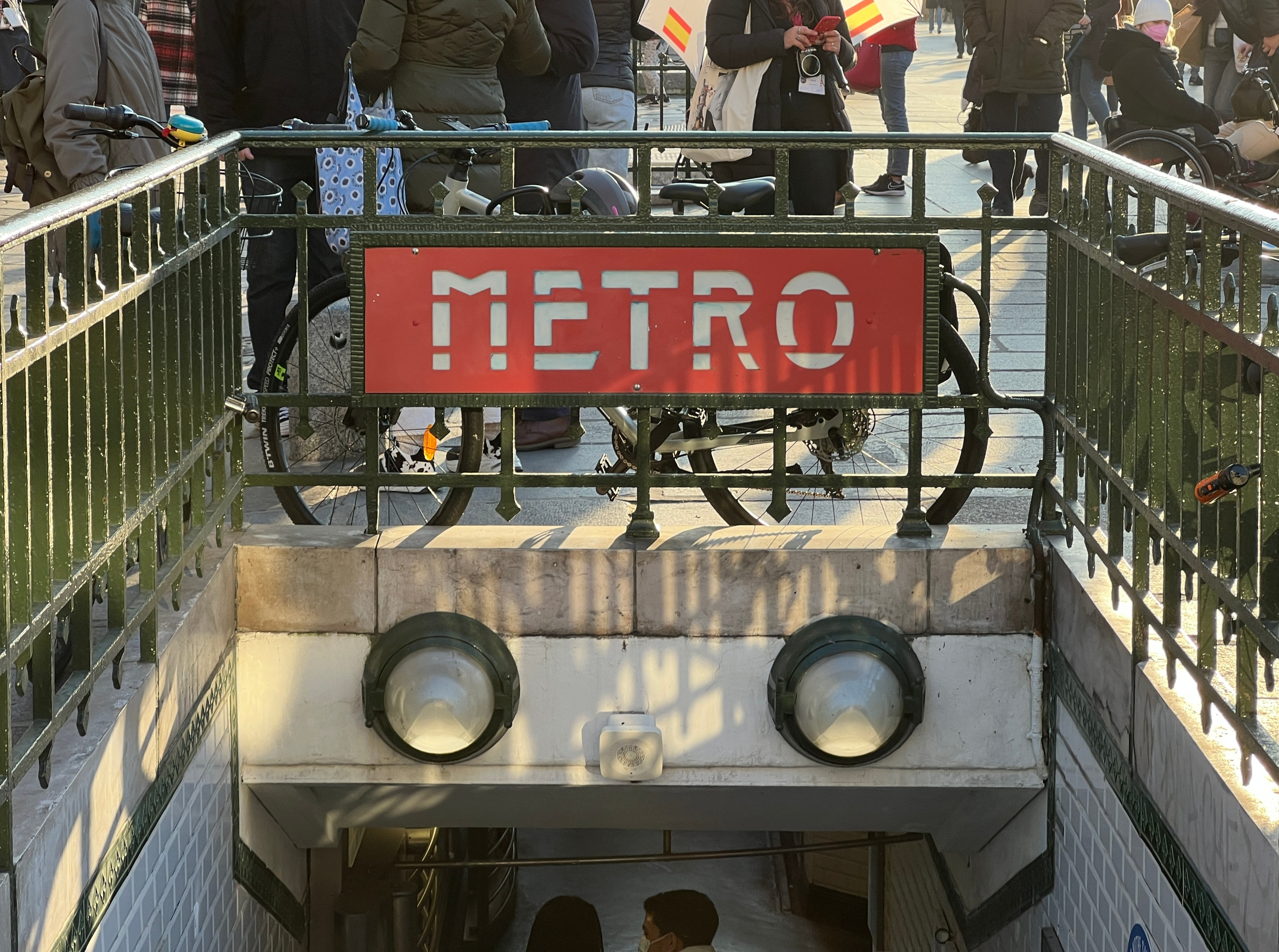
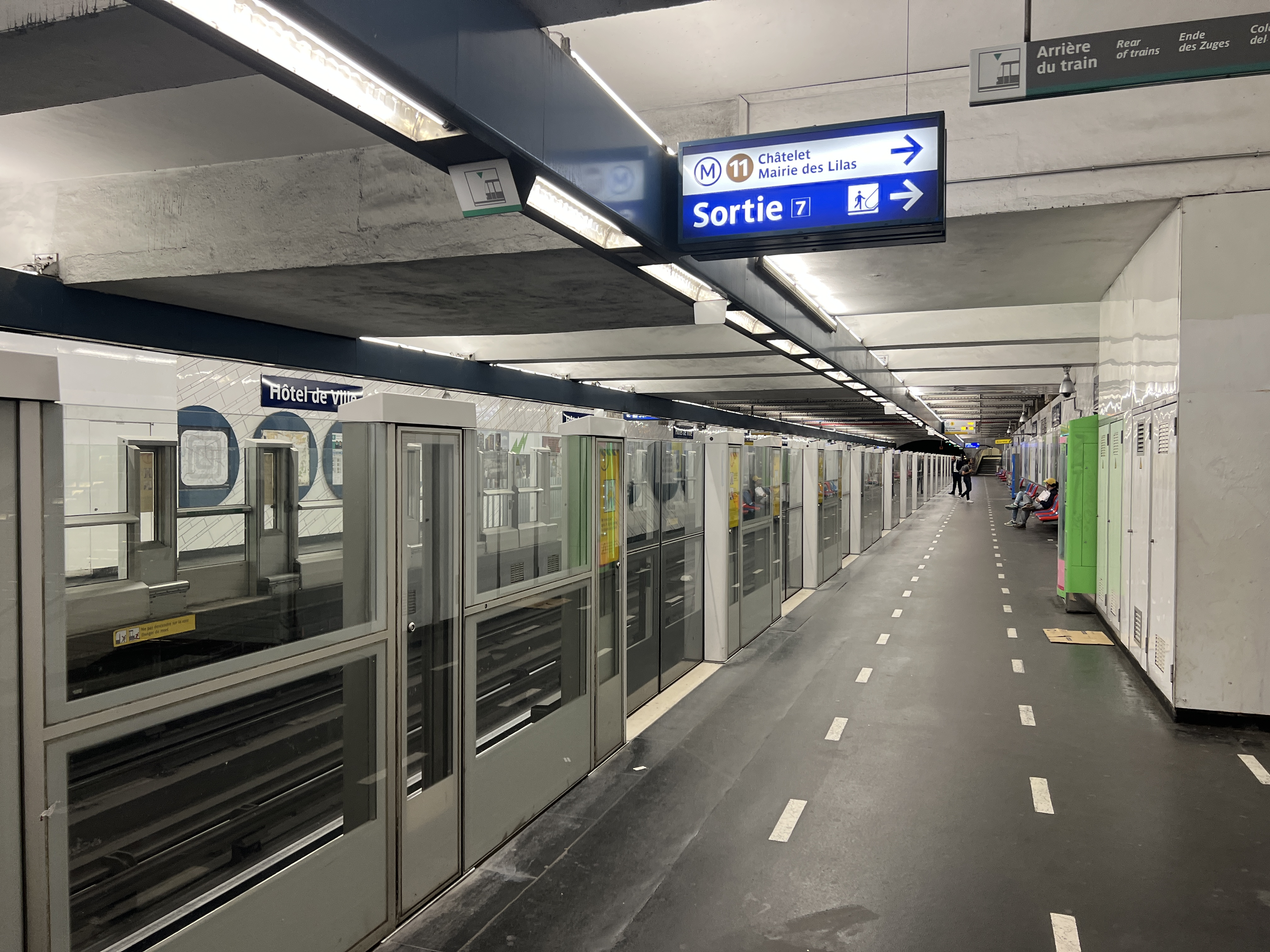
Tunnelbana på linje 1
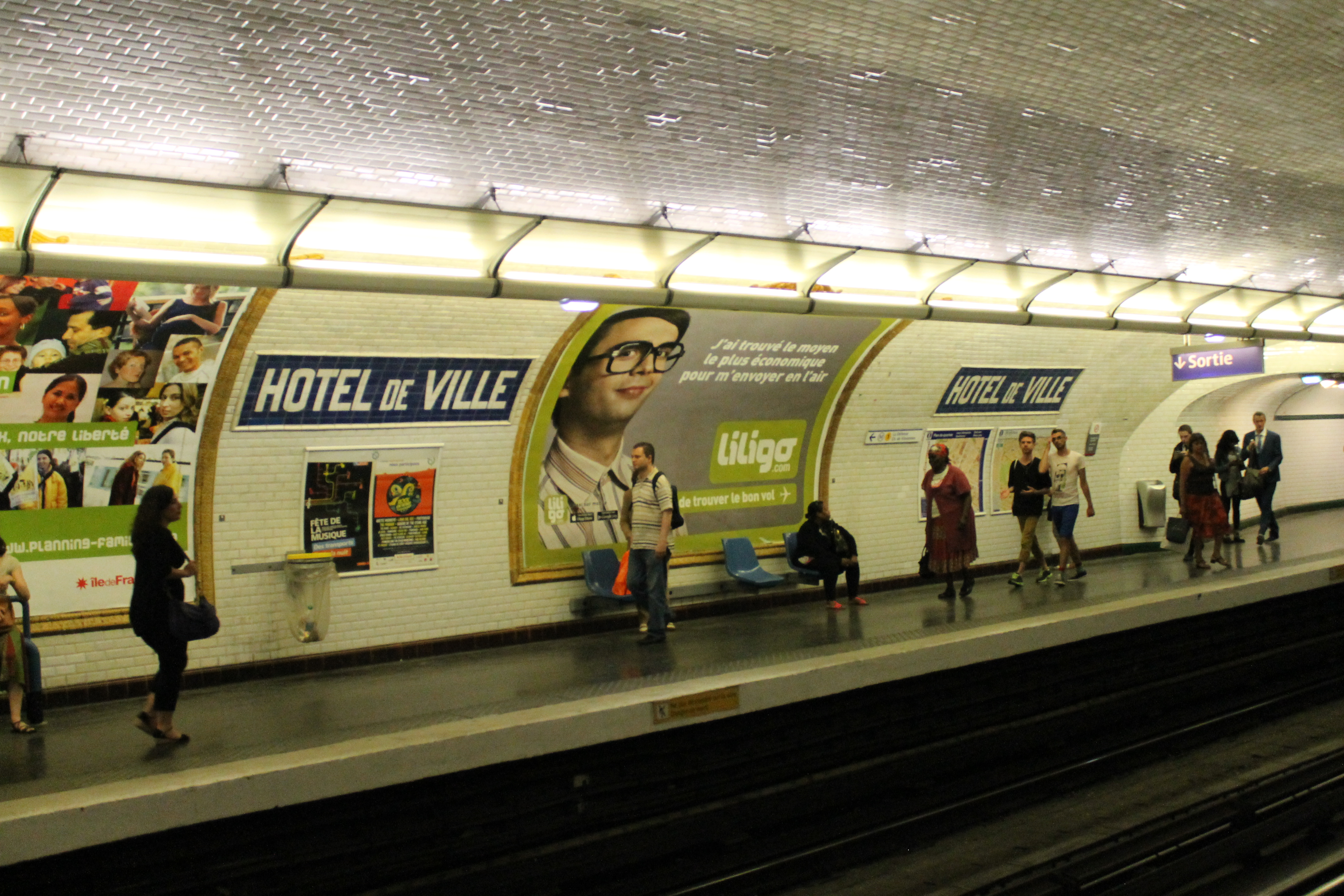
Perrongen för linje 11.